# Glomus fasciculatum
Glomus fasciculatum är en svampart som först beskrevs av Roland Thaxter, och fick sitt nu gällande namn av Gerd. & Trappe 1974. Glomus fasciculatum ingår i släktet Glomus och familjen Glomeraceae.   Inga underarter finns listade i Catalogue of Life.